# Младший лейтенант государственной безопасности
Младший лейтена́нт госуда́рственной безопа́сности — специальное звание сотрудников начальствующего состава НКВД и НКГБ СССР в период 1935—1945 годов (кроме военнослужащих войск НКВД и сотрудников Рабоче-крестьянской милиции НКВД СССР). Нижестоящее специальное звание — сержант государственной безопасности, следующее по рангу — лейтенант государственной безопасности.
Специальное звание младший лейтенант государственной безопасности (3 квадрата [так называемые «кубари»] в петлицах образца 1937—1943 годов) условно соответствовало воинскому званию старший лейтенант РККА, после 1943 года — условно соответствовало воинскому званию младший лейтенант.

## История звания
Специальное звание младший лейтенант государственной безопасности было введено Постановлениями ЦИК СССР № 20 и СНК СССР № 2256 от 7 октября 1935 года, объявленных Приказом НКВД СССР № 319 от 10 октября 1935 года для начальствующего состава ГУГБ НКВД СССР.
Указом Президиума ВС СССР от 9 февраля 1943 года, вводившим специальные звания сотрудников органов НКВД сходные с общевойсковыми и разбивавшим их на категории, звание младший лейтенант государственной безопасности было отнесено к категории специальных званий среднего начальствующего состава, и условно приравнено к воинскому званию младший лейтенант РККА (до этого оно условно соответствовало воинскому званию среднего командного состава РККА — старший лейтенант).
Указом Президиума ВС СССР от 6 июля 1945 года, вводившим воинские звания для сотрудников органов НКВД и НКГБ СССР аналогичные общевойсковым, звание младший лейтенант государственной безопасности было упразднено.

## Персоналии
- Абакумов, Виктор Семёнович

- Бородин, Норман Михайлович

- Фрадкин, Герман Ефимович

- Чеккуев, Ахмат Бекирович